# 용아생가
용아생가(龍兒生家)는 광주광역시 광산구 소촌동에 있는, 한국의 서정시 발전에 선구적 역할을 한 용아 박용철(1904∼1938) 선생의 생가이다. 1986년 2월 7일 광주광역시의 기념물 제13호로 지정되었다.

## 개요
한국의 서정시 발전에 선구적 역할을 한 용아 박용철(1904∼1938) 선생의 생가이다.
김영랑·정지용·정인보 등과 문학 동인으로 활동하였으며, 1930년 순수시 전문지인 『시문학』을 발간하여 그 창간호에 대표작 『떠나가는 배』, 『밤기차에 그대를 보내고』 등을 발표하면서 등단하였다.『시문학』, 『문예월간』 등 문예지를 간행하였고 방대한 역시편 등을 통하여 해외문학을 우리나라에 소개한 것은 한국 근대 문학사에 큰 공적으로 평가되고 있다. 저서로 『박용철전집』2권이 있다.
이 집은 선생의 고조부가 지었다고 전하지만 19세기 후반에 지은 것으로 추정하며, 슬레이트 지붕을 1995년 원래 초가로 복원하였다. 본채와 사랑채, 행랑채, 사당, 서재로 구성되어 있다.
본채는 앞면 5칸·옆면 2칸 규모의 건물로 왼쪽은 부엌이며 가운데 2칸은 방으로 꾸몄다.
사랑채는 5칸이며 사당은 앞면 3칸·옆면 1칸 규모의 건물로, 지붕은 옆면에서 볼 때 사람 인(人)자 모양을 한 맞배지붕이다. 행랑채는 4칸으로 사랑채로 들어가는 대문이 딸려 있다.

## 같이 보기
- 박용철

## 참고 자료
- 용아생가 - 국가유산청 국가유산포털